# Вільям Джойс
Вільям Брук Джойс (англ. William Joyce; 24 квітня 1906, Бруклін, Нью-Йорк — 3 січня 1946, Лондон) — нацистський пропагандист, ведучий англомовних передач німецького радіо, прозваний у Британії Lord Haw-haw за афектовану британську вимову, властиву вищим класам в Англії.

## Біографія
Народився в сім'ї змішаного походження (батько — ірландець-католик, мати — англійка-протестантка). Незабаром сім'я переїхала в Англію. Закінчив Лондонський університет. Джойс був затятим прихильником юніонізму (перебування Ірландії у складі Великої Британії) і ще в дитинстві був інформатором британців про діяльність ІРА.
У 1923 році вступив в невелику антикомуністичну групу. У 1924 році на засіданні Консервативної партії був атакований невідомими, які розрізали йому щоку. У 1932 році вступив у Британський союз фашистів (British Union of Fascists) під проводом Освальда Мослі. Займався питаннями пропаганди.
У 1937 році розійшовся з Мослі, вийшов з БСФ і разом з депутатом парламенту Дж. Беккетом заснував Націонал-соціалістичну лігу (National Socialist League), яка проповідувала антиєврейські та антикапіталістичні ідеї.
У кінці серпня 1939 року, попереджений про можливий арешт, разом з дружиною втік до Німеччини.
У 1940 році прийняв німецьке громадянство (до цього був громадянином США), став ведучим англомовної передачі на німецькому радіо «Говорить Німеччина» (Germany Calling).
У 1945 р. схоплений британськими військами. Страчений британською владою через повішання. Страту виконав британський кат Альберт Пірпойнт у в'язниці Вандсворт.